# Manuel Eguiguren Galarraga
Manuel Eguiguren Galarraga OFM (* 1. Januar 1930 in Boyás bei Goiatz, Gipuzkoa, Autonome Gemeinschaft Baskenland; † 15. Juli 2012 in Bizkaia, Baskenland) war ein spanischer Ordensgeistlicher und Weihbischof in El Beni o Beni. Er wurde als „Indianerbischof“ bezeichnet.

## Leben
Manuel Eguiguren Galarraga trat mit 15 Jahren in das Kleine Priesterseminar ein und mit 24 Jahren der Ordensgemeinschaft der Franziskaner bei. Er empfing am 13. März 1954 die Priesterweihe. Nach seelsorgerischer Tätigkeit und nach einer Ausbildung für eine Missionstätigkeit in Bermeo im spanischen Baskenland kam er 1961 kam er mit 90 weiteren jungen Priester und Missionaren nach Lateinamerika und war vier Jahre lang als Priester in Ecuador, Kolumbien, Dominikanische Republik und El Salvador tätig. Nach einem elfjährigen Aufenthalt in Montevideo, Uruguay, arbeitete er während der Diktatur von Jorge Rafael Videla in einem Elendsviertel im argentinischen Buenos Aires, anschließend während der Diktatur von Alfredo Stroessner in einem Slum in Paraguay.
Papst Johannes Paul II. ernannte ihn am 30. November 1981 zum Titularbischof von Salapia und zum Weihbischof im Apostolischen Vikariat El Beni o Beni im Departamento Beni im Nordosten Boliviens, angrenzend an das brasilianische Amazonasbecken. Der Apostolische Nuntius in Bolivien Alfio Rapisarda spendete ihm am 18. April des nächsten Jahres die Bischofsweihe; Mitkonsekratoren waren Carlos Anasagasti Zulueta OFM, Apostolischer Vikar von El Beni o Beni, und Luis Aníbal Rodríguez Pardo, Erzbischof von Santa Cruz de la Sierra. Am 6. Juni 2007 nahm Papst Benedikt XVI. seinen altersbedingten Rücktritt an.
Für sein Wirken und seinen Einsatz für die indigenen Völker wurde er mit dem bolivianischen Menschenrechtspreis ausgezeichnet.